# الکتروفورز

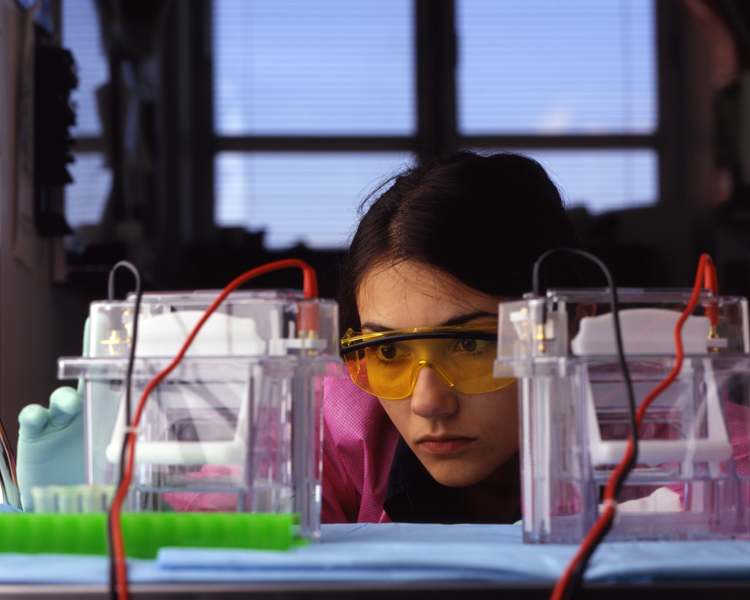

الکتروفورز (به انگلیسی: Electrophoresis) یا الکترونوب به حرکات ذرات در یک مایع تحت میدان الکتریکی گویند. این روش، از شناخته‌شده‌ترین روش‌های آزمایشگاهی برای جداسازی بیومولکول‌ها است.
به سبب این‌که ماکرومولکول‌های زیستی مانند دی‌ان‌ای و پروتئین‌ها دارای بار هستند می‌توان با قرار دادن آن‌ها در یک میدان الکتریکی، آن‌ها را بر اساس خواص فیزیکی مانند شکل فضایی، جرم مولکولی و بار الکتریکی، تفکیک کرد. برای این منظور از الکتروفورز استفاده می‌شود. روش‌های مختلف الکتروفورز برای تفکیک و مطالعهٔ بیومولکول‌ها شامل اسیدهای نوکلئیک و پروتئین‌ها ابداع شده‌است.
حرکت در فضایی با میدان الکتریکی غیریکنواخت، دی‌الکتروفورز نامیده می‌شود. الکتروفورز تکنیکی است که برای جداسازی و در برخی مواقع خالص‌سازی ماکرومولکول‌ها به‌ویژه پروتئین‌ها و اسیدهای آمینه که در اندازه و ترکیب متفاوتند، به کار می‌رود. زمانی‌که مولکول‌های بارگذاری‌شده در یک میدان الکتریکی قرار می‌گیرند، بر اساس بار الکتریکی‌شان به سمت قطب مثبت (آند) یا منفی (کاتد) حرکت می‌کنند. سرعت حرکت مولکول‌ها در این شرایط نه تنها تحت تأثیر بار الکتریکی و شدت میدان الکتریکی است، بلکه عواملی نظیر اندازه، جرم مولکولی و شکل فضایی مولکول نیز در این امر دخیل هستند.

## الکتروفورز ژل

تصویر شماتیک از فرایند الکتروفورز

از یک محیط نیمه‌جامد (ژل) به عنوان فاز ثابت استفاده می‌شود. این نوع الکتروفورز برحسب نوع ژل به کار گرفته شده به دو نوع الکتروفورز ژل پلی‌آکریل‌آمید (PAGE) و الکتروفورز ژل آگارز تقسیم می‌شود. الکتروفورز PAGE دارای قدرت تفکیک بسیار بالایی بوده و برای تفکیک پروتئین‌ها و اسیدهای نوکلئیک به کار گرفته می‌شود. به منظور بررسی پروتئین‌ها با استفاده از PAGE، به سبب این‌که پروتئین‌ها دارای بارهای مختلفی هستند، معمولاً برای این‌که تفکیک فقط بر اساس جرم مولکولی انجام شود به بافر ماده شیمیایی SDS (سدیم دو دسیل سولفات) اضافه می‌شود. SDS مولکول بزرگی با بار منفی است. این ماده باعث تغییر در ساختار پروتئین‌ها شده و به آن‌ها متصل می‌شود. به ازای هر دو اسید آمینه، یک مولکول SDS به پروتئین متصل می‌شود که باعث القاء بار منفی متناسب با جرم مولکولی به پروتئین می‌شود. هر چه غلظت پلی‌آکریل‌آمید بیشتر باشد قدرت تفکیک ژل بیشتر خواهد بود و مولکول‌های دارای جرم مولکولی نزدیک به هم را بهتر تفکیک می‌نماید.
برای تفکیک اسیدهای نوکلئیک در صورت امکان از ژل آگارُز استفاده می‌شود. تهیهٔ ژل مزبور به مراتب سریع‌تر و آسان‌تر از ژل پلی‌آکریل‌آمید بوده و هزینهٔ کمتری را در بر می‌گیرد. معمولاً برای تفکیک قطعات بزرگ دی‌ان‌ای (بزرگ‌تر از صد جفت‌باز) در صورتی‌که هدف صرفاً بررسی کیفی و تفکیک باشد استفاده از ژل آگارز انتخاب اول است. برای تفکیک قطعات کوچک دی‌ان‌ای دورشته‌ای و قطعات دی‌ان‌ای تک‌رشته‌ای از ژل پلی‌آکریل‌آمید استفاده می‌شود. قدرت تفکیک ژل‌های مزبور ارتباط مستقیمی با غلظت آن‌ها دارد. برای مثال، برای تفکیک قطعاتی به اندازه صد تا هزار جفت‌باز از آگارُز یک درصد و برای قطعات بزرگ‌تر، از درصدهای کمتر آگارُز استفاده می‌شود. در صورتی‌که نیاز به تفکیک دی‌ان‌ای به صورت تک‌رشته‌ای باشد، از مواد تغییردهنده نظیر اوره، فرمالدهید یا فرم‌آمید در ژل هم‌زمان با الکتروفورز استفاده می‌شود. به این نوع ژل‌ها، ژل واسرشت‌کننده می‌گویند. چنین ژل‌هایی پیچ و تاب‌های اسیدهای نوکلئیک را از هم باز کرده و بنابراین تفکیک مولکول‌ها فقط براساس طول و نه ساختار دوم انجام می‌شود. در این ژل‌ها مولکول‌های کوچک‌تر در مقایسه با مولکول‌های بزرگ‌تر، سریع‌تر حرکت کرده و مسافت بیشتری را طی می‌کنند. از روش PAGE برای بررسی جهش‌ها و توالی‌یابی دی‌ان‌ای استفاده می‌شود.

## الکتروفورز ساده
آند این دستگاه از جنس گرافیت است. همین ویژگی سبب کاهش چشمگیر قیمت آن شده‌است.

## الکتروفورز هوشمند
الکتروفورز هوشمند، قادر است پس از رؤیت باندهای آبی‌رنگ دی‌ان‌ای تماس تلفنی با کاربر خود برقرار و دستور خاموش شدن را به صورت تلفنی دریافت کند. توانایی دیگر این سیستم، کنترل دمای بافر و مقدار بافر است. این نوع الکتروفورز از طریق سیستم پمپینگ، مقدار بافر نشت کرده به تشتک پایین را به تشتک بالا انتقال می‌دهد و از طریق E-cooler دمای مضر سیستم را کاهش می‌دهد.

### مزیت‌ها
- اعلام هشدار پایان کار الکتروفورز
- خنک‌سازی الکترونیکی در کمترین حجم با استفاده از E-cooler
- تنظیم مقدار بافر تشتک‌ها
- اعلام وضعیت‌های بحرانی از طریق تماس تلفنی خودکار
- اعلام هشدار قطع جریان برق الکترودها